# 川島町学
川島町学（かわしまちょうがく）は、徳島県吉野川市の大字。郵便番号は〒779-3306。

## 地理
吉野川市の北部に位置。東は川島町桑村、南は標高約400mの山の稜線を境に美郷、西は山川町、北の一部は吉野川を越えて阿波市、学島川を挟んで川島町三ツ島・川島町児島に接する。
南部の大半は山地で、標高約150mから200mの中腹に開けた峰八には、峰八古墳群がある。

### 河川
- 吉野川
- 学島川

### 小字
- 王子
- 大戸井
- 唐戸
- 北久保
- 近久
- 辻
- 西出目
- 八幡
- 樋口
- 二ツ森
- 峯八
- 吉本

## 歴史
- 2004年（平成16年）10月1日 - 麻植郡川島町が鴨島町・山川町・美郷村と合併して吉野川市となり、現在の町名となる。

## 施設
- 吉野川市立学島小学校
- 山の神神社
- 寒風峠
- ヨコタコーポレーション本社

## 交通

### 鉄道

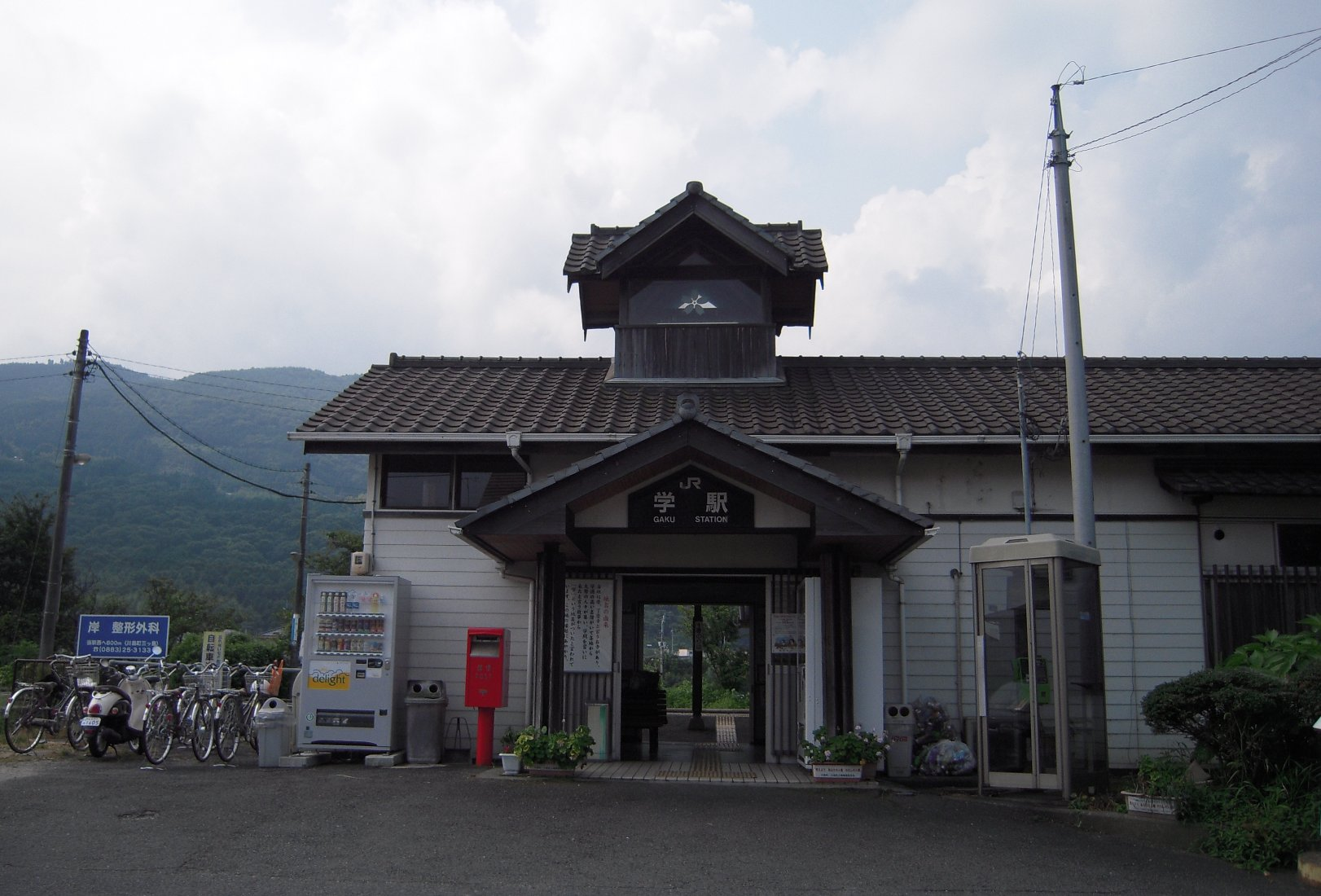
学駅

四国旅客鉄道（JR四国）徳島線が通り、学駅が設置されている。

### 道路
国道
- 国道192号

都道府県道
- 徳島県道125号市場学停車場線
- 徳島県道244号山川川島線